# Lee Yul-woo
Lee Yul-woo est un boxeur sud-coréen né le 25 janvier 1967 à Séoul et mort le 10 décembre 2009 à Daejeon.

## Carrière
Passé professionnel en 1985, il devient champion du monde des poids mi-mouches WBC le 19 mars 1989 après sa victoire aux points contre German Torres. Yul-woo est battu dès le combat suivant par Humberto González le 25 juin 1989 puis passe dans la catégorie de poids supérieure. Il bat le champion du monde des poids mouches WBA Jesús Rojas le 10 mars 1990 mais  s'incline au 10e round face à Leopard Tamakuma le 29 juillet 1990. Il met un terme à sa carrière de boxeur après ce combat sur un bilan de 19 victoires et 3 défaites.